# Radosław
Radosław  è un nome proprio di persona polacco maschile.

## Varianti
- Maschili
  - Ipocoristici: Racław[1]
- Femminili: Radosława[2]

### Varianti in altre lingue
- Maschili: Radoslav (ceco, croato)[1], Радослав (Radoslav, bulgaro, macedone, russo, serbo)[1]
- Femminili: Radoslava (ceco, croato)[2], Радослава  (Radoslava, bulgaro, macedone, russo, serbo)[2]

## Origine e diffusione
È composto dagli elementi slavi rad, "cura", e slav, "gloria". Va notato che, oltre a Racław, il nome ne ha diversi altre forme ipocoristiche, che sono però condivise con altri nomi contenenti l'elemento rad.

## Persone

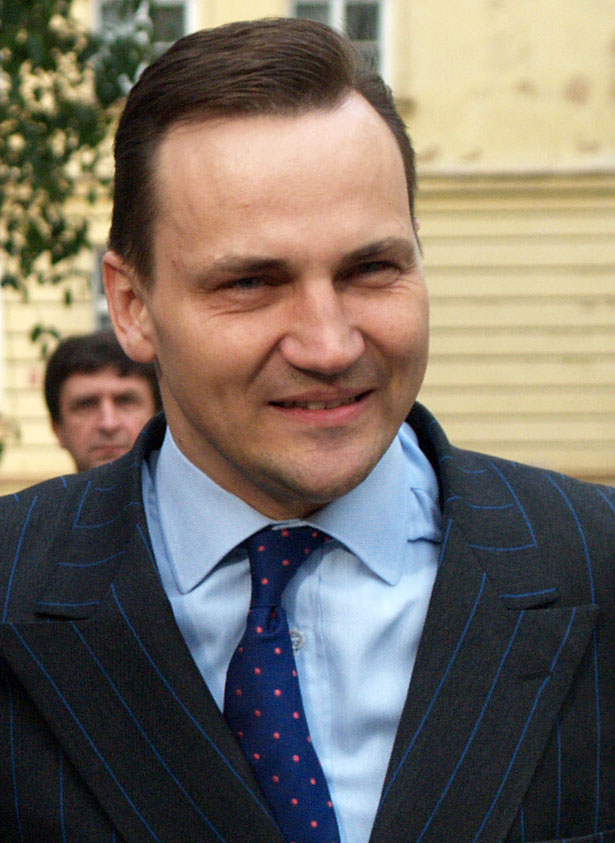
Radosław Sikorski

- Radosław Cierzniak, calciatore polacco
- Radosław Gilewicz, calciatore polacco
- Radosław Glonek, schermidore polacco
- Radosław Hyży, cestista polacco
- Radosław Kałużny, calciatore polacco
- Radosław Majdan, calciatore polacco
- Radosław Majewski, calciatore polacco
- Radosław Matusiak, calciatore polacco
- Radosław Sikorski, politico e giornalista polacco
- Radosław Sobolewski, calciatore polacco
- Radosław Wojtaszek, scacchista polacco
- Radosław Zawrotniak, schermidore polacco

### Variante Radoslav
- Radoslav Anev, calciatore bulgaro

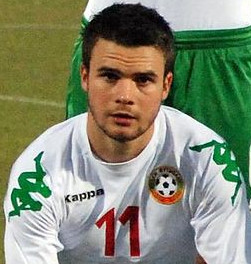
Radoslav Kirilov

- Radoslav Batak, calciatore serbo naturalizzato montenegrino
- Radoslav Bečejac, calciatore jugoslavo
- Stefano Radoslav di Serbia, sovrano serbo
- Radoslav Kirilov, calciatore bulgaro
- Radoslav Kováč, calciatore ceco
- Radoslav Kvapil, pianista e compositore ceco
- Radoslav Látal, calciatore e allenatore di calcio ceco
- Radoslav Nesterovič, cestista sloveno
- Radoslav Rančík, cestista slovacco
- Radoslav Zabavník, calciatore slovacco
- Radoslav Zdravkov, calciatore bulgaro